# ناحیه ان خی
بخش ان خی (به لاتین: An Khê District) یک منطقهٔ مسکونی در ویتنام است که در سنترال هایلندز ویتنام واقع شده‌است.

## خصوصیات
بخش ان خی ۱۹۹ کیلومترمربع مساحت و ۶۳٬۱۱۸ نفر جمعیت دارد.

## نگارخانه

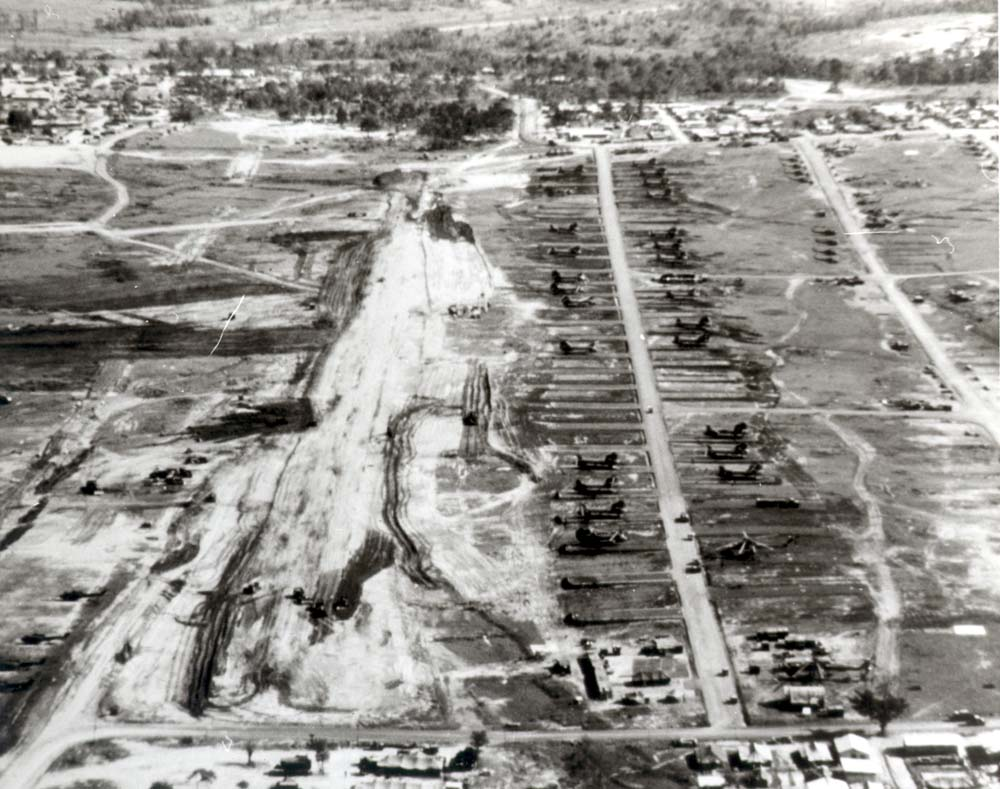